# Zenyatta
Zenyatta, född 1 april 2004, är ett engelskt fullblod, mest känd för att ha tagit 19 segrar på 20 starter, och segrat i bland annat Breeders' Cup Ladies' Classic (2008) och Breeders' Cup Classic (2009). Hon utsågs till 2010 års American Horse of the Year, samt Champion Older Female 2008, 2009 och 2010. Hon valdes in i National Museum of Racing and Hall of Fame 2016.

## Bakgrund
Zenyatta var ett brunt sto efter Street Cry och under Vertigineux (efter Kris S.). Hon föddes upp av Maverick Productions, Limited och ägdes av Jerry & Ann Moss. Hon tränades under tävlingskarriären av John Shirreffs och reds av Mike Smith.
Zenyatta tävlade mellan 2007 och 2010 och sprang under sin tävlingskarriär in 7 304 580 dollar på 20 starter, varav 19 segrar och 1 andraplats. Hon tog karriärens största segrar i Breeders' Cup Ladies' Classic (2008) och Breeders' Cup Classic (2009). Hon segrade även i El Encino Stakes (2008), Apple Blossom Handicap (2008, 2010), Milady Handicap (2008, 2009), Vanity Handicap (2008, 2009, 2010), Clement L. Hirsch (2008, 2009, 2010), Lady's Secret Stakes (2008, 2009, 2010) och Santa Margarita Handicap (2010).

## Karriär
Zenyatta köptes som ettåring av skivproducenten Jerry Moss och hans fru Ann, som döpte henne efter albumet Zenyatta Mondatta, av The Police, som skrivit kontrakt med A&M Records, som ägdes av Moss. Hon sattes i träning hos John Shirreffs. Zenyatta tävlingsdebuterade inte förrän som treåring, då hon segrade i ett maidenlöp i november 2007. Under treåringssäsongen gjorde hon endast två starter, och segrade i båda.
Från 2008 till 2010 segrade hon i 17 grupplöp i rad, varav 13 av de var grupp 1-löp. 2009 blev hon det första stoet att vinna Breeders' Cup Classic. Hon hade året innan segrat i Breeders' Cup Ladies Classic.
Då Zenyatta segrat i Lady's Secret Stakes tre gånger i rad (2008-2010), döptes löpet om till Zenyatta Stakes till hennes ära.
Zenyatta var känd för att göra små "dansrörelser" innan löpen, samt för hennes tycke för Guinness Stout. Hon var känd för sina snabba avslutningar, och tog ofta in stora ledningar till främre hästar, som hon sedan gick om i de sista stegen.
Den 6 november 2010 gjorde Zenyatta ett försök att bli den första nordamerikanska häst som pensionerats från tävlingskarriären obesegrad med 20 segrar, samt den andra hästen som segrat i Breeders' Cup Classic två gånger, efter Tiznow. I 2010 års Breeders' Cup Classic mötte hon ett av de starkare fälten i löpets historia, bland annat Blame (Stephen Foster Handicap och Whitney Handicap), Lookin at Lucky (Preakness och Haskell Invitational), Quality Road (Metropolitan Handicap, Donn Handicap och Woodward Stakes), Paddy O'Prado (Secretariat Stakes), First Dude (tvåa i Preakness), Espoir City (Japan Cup Dirt) och Haynesfield (Jockey Club Gold Cup).
Zenyatta fick en trög start i löpet och verkade ha problem med banunderlaget. Efter en halv mile låg hon 15 längder bakom de ledande hästarna. Runt sista svängen började Zenyatta knappa in, och slutade på andra plats, slagen med ett huvud av Blame.

### Som avelssto
Den 17 november 2010 meddelades det att Zenyatta pensionerades från tävlingskarriären för att bli ett avelssto. Hon anlände till Lane's End Farm i Versailles i Kentucky, den 6 december 2010, där hon har varit under hela sin avelskarriär.
Zenyatta har bland annat blivit betäckt med Bernardini, Tapit, War Front, Medaglia d'Oro, Into Mischief och Candy Ride.